# Ryō Hirose
Ryō Hirose (廣瀬 崚?, Hirose Ryō; Toyama, 6 novembre 2000) è un fondista giapponese.

## Biografia
Hirose, attivo dal gennaio del 2018, ha esordito ai Giochi olimpici invernali a Pechino 2022, dove si è classificato 34º nella 15 km, 41º nello skiathlon e 10º nella staffetta, in Coppa del Mondo il 12 marzo dello stesso anno a Falun in una 15 km (51º) e ai Campionati mondiali a Planica 2023, dove si è classificato 29º nella 50 km, 23º nello skiathlon e 10º nella staffetta; ai Mondiali di Trondheim 2025 è stato 36º nella 10 km, 39º nella 50 km, 49º nello skiathlon e 13º nella staffetta.

## Palmarès

### Coppa del Mondo
- Miglior piazzamento in classifica generale: 110º nel 2024